# Tolina

A formação de tolinas na atmosfera de Titã.

Tolina é uma molécula formada pela ação de radiação ultravioleta solar em compostos orgânicos simples como metano e etano. Tolinas têm cor vermelha ou marrom e não são achadas naturalmente na Terra atual, mas são abundantes em corpos gelados no Sistema Solar externo, como Titã. Acredita-se também que elas são um dos precursores químicos da vida na Terra.
O termo "tolina" foi cunhado pelo astrônomo Carl Sagan para descrever substâncias difíceis de caracterizar que ele obteve em experimentos das misturas gasosas achadas na atmosfera de Titã. Não é um composto específico e sim um termo usado para descrever os compostos orgânicos avermelhados achados em certos corpos.
Tolinas também foram detectadas no disco de poeira em volta do componente primário do sistema HR 4796. HR 4796A está a cerca de 220 anos-luz (67 pc) da Terra e tem uma idade estimada de 8 milhões de anos.